# Apomecyna tsutsuii
Apomecyna tsutsuii är en skalbaggsart som beskrevs av Hayashi 1956. Apomecyna tsutsuii ingår i släktet Apomecyna och familjen långhorningar. Inga underarter finns listade i Catalogue of Life.